# モンロー郡 (アイオワ州)
座標: 北緯41度01分 西経92度52分 / 北緯41.017度 西経92.867度
モンロー郡（英: Monroe County）は、アメリカ合衆国アイオワ州の郡である。人口は7,577人（2020年）。郡庁所在地はアルビアである。

## 地理
アメリカ合衆国国勢調査局によると、この郡は総面積1,124 km2 （434 mi2）である。このうち1,123 km2 （433 mi2）が陸地で、2 km2 （1 mi2）が水域である。総面積の0.16%が水域となっている。

### 主な幹線道路
- 国道34号線
- 州道5号線
- 州道137号線

### 隣接する郡
- マハスカ郡（北東）
- ワペロ郡（東）
- デイビス郡（南東）
- アパヌース郡（南）
- ウェイン郡（南西）
- ルーカス郡（西）
- マリオン郡（北西）

## 人口動静

2000年国勢調査時のモンロー郡の人口ピラミッド

2000年の国勢調査で、この郡は8,016人、3,228世帯、及び2,211家族が暮らしている。人口密度は7/km2 （18/mi2）で、3/km2 （8/mi2）の平均的な密度に3,588軒の住居が建っている。この郡の人種的構成は白人98.40%、アフリカン・アメリカン0.20%、先住民0.36%、アジア系0.40%、その他の人種0.12%、及び混血0.51%で、人口の0.50%がヒスパニックまたはラテン系である。
3,228世帯のうち、30.50%は18歳未満の子供と暮らしており、56.20%は夫婦で生活している。8.60%は未婚の女性が世帯主であり、31.50%は家族以外の住人と同居している。28.00%は独身の居住者が住んでおり、15.30%は65歳以上で独居である。1世帯あたりの平均人数は2.43人であり、家庭の場合は2.97人である。
郡内の住民は25.30%が18歳未満の未成年、18歳以上24歳以下が7.20%、25歳以上44歳以下が25.00%、45歳以上64歳以下が23.00%、及び65歳以上が19.50%にわたっている。中央値年齢は40歳である。女性100人ごとに対して男性は94.90人いて、18歳以上の女性100人ごとに対して男性は92.60人いる。
この郡の世帯ごとの平均的な収入は34,877米ドルであり、家族ごとでは41,611米ドルである。男性の31,667米ドルに対して女性は21,401米ドルの平均的な収入がある。この郡の一人当たりの収入（per capita income）は17,155米ドルである。人口の9.00%及び家族の5.60%は貧困線以下である。18歳未満の12.20%及び65歳以上の5.90%は貧困線以下の生活を送っている。

## 都市と町
- アルビア（郡庁所在地）
- エディヴィル（en:Eddyville, Iowa）
- ロヴィリア（en:Lovilia, Iowa）
- メルローズ（en:Melrose, Iowa）

### 郡区
- ブラフクリーク郡区
- シーダー郡区
- フランクリン郡区
- ギルフォード郡区
- ジャクソン郡区
- マントヴァ郡区
- モンロー郡区
- プレゼント郡区
- トロイ郡区
- ユニオン郡区
- アーバナ郡区
- ウェイン郡区